# تری روزیر
تری روزیر (انگلیسی: Terry Rozier؛ زادهٔ ۱۷ مارس ۱۹۹۴) یک بازیکن بسکتبال اهل ایالات متحده آمریکا است.
از باشگاه‌هایی که در آن بازی کرده‌است می‌توان به بوستون سلتیکس اشاره کرد.